# UFC 72
UFC 72: Victory fue un evento de artes marciales mixtas celebrado por Ultimate Fighting Championship el 16 de junio de 2007 en el The Odyssey, en Belfast, Irlanda del Norte.

## Historia
Martin Kampmann fue programado para luchar contra Rich Franklin, pero se vio obligado a retirarse debido a una lesión. Yushin Okami reemplazo a Kampmann en el evento principal.

## Resultados
| Tarjeta principal  | Tarjeta principal | Tarjeta principal | Tarjeta principal | Tarjeta principal                         | Tarjeta principal | Tarjeta principal | Tarjeta principal |
| Categoría          |                   |                   |                   | Método                                    | Ronda             | Tiempo            | Notas             |
| ------------------ | ----------------- | ----------------- | ----------------- | ----------------------------------------- | ----------------- | ----------------- | ----------------- |
| Peso medio         | Rich Franklin     | derr.             | Yushin Okami      | Decisión (unánime) (29–28, 29–28, 29–28)  | 3                 | 5:00              |                   |
| Peso semipesado    | Forrest Griffin   | derr.             | Hector Ramirez    | Decisión (unánime) (30–27, 30–27, 30–27)  | 3                 | 5:00              |                   |
| Middleweight       | Jason MacDonald   | derr.             | Rory Singer       | TKO (golpes y codazos)                    | 2                 | 3:18              |                   |
| Peso ligero        | Tyson Griffin     | derr.             | Clay Guida        | Decisión (dividida) (29–28, 28–29, 29–28) | 3                 | 5:00              |                   |
| Peso medio         | Ed Herman         | derr.             | Scott Smith       | Sumisión (rear naked choke)               | 2                 | 2:25              |                   |
| Tarjeta preliminar |                   |                   |                   |                                           |                   |                   |                   |
| Peso pesado        | Eddie Sanchez     | derr.             | Colin Robinson    | TKO (golpes)                              | 2                 | 0:32              |                   |
| Peso wélter        | Dustin Hazelett   | derr.             | Steven Lynch      | Sumisión (anaconda choke)                 | 1                 | 2:50              |                   |
| Peso wélter        | Marcus Davis      | derr.             | Jason Tan         | KO (golpes)                               | 1                 | 1:15              |                   |

## Premios extra
Cada peleador recibió un bono de $40,000.
- Pelea de la Noche: Clay Guida vs. Tyson Griffin
- KO de la Noche: Marcus Davis
- Sumisión de la Noche: Ed Herman